# Kuupik Kleist
Jakob Edvard Kuupik Kleist (*31. března 1958, Qullissat) je grónský politik, který byl v letech 2009–2013 čtvrtým předsedou vlády Grónska. Je členem strany Inuit Ataqatigiit a byl prvním premiérem, který nebyl spojen se stranou Siumut.

## Životopis

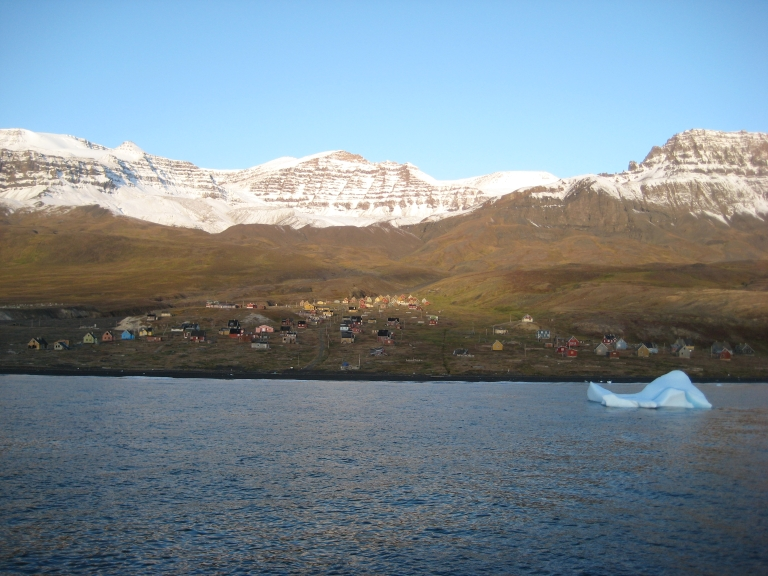
Opuštěné město Qllissat, kde se Kleist narodil a vyrůstal. Jeho opuštění kvůli těžbě bylo údajně jeho motivací vstoupit do politiky.

### Mládí a studia
Kleist se narodil 31. března 1958 jako nemanželské dítě neslyšící Anny Marie Geislerové a dánského řemeslníka v Qullissatu. Byl vychováván tetou a strýcem Nikolajem Kleistem. Základní školu navštěvoval v Qullissatu od roku 1966 do roku 1972, kdy bylo hornické město opuštěno. Poté navštěvoval nižší střední školu v Sisimiutu do roku 1975. Když mu bylo 17 let, byl sám a bez předchozí znalosti dánštiny poslán do Dánska. V letech 1975 až 1978 navštěvoval státní školu Birkerød v Dánsku. V roce 1983 Kleist absolvoval magisterské studium sociální práce na univerzitě v Roskilde. V letech 1988 až 1991 vyučoval žurnalistiku v Nuuku.

### Politická kariéra

#### Snahy o zvolení

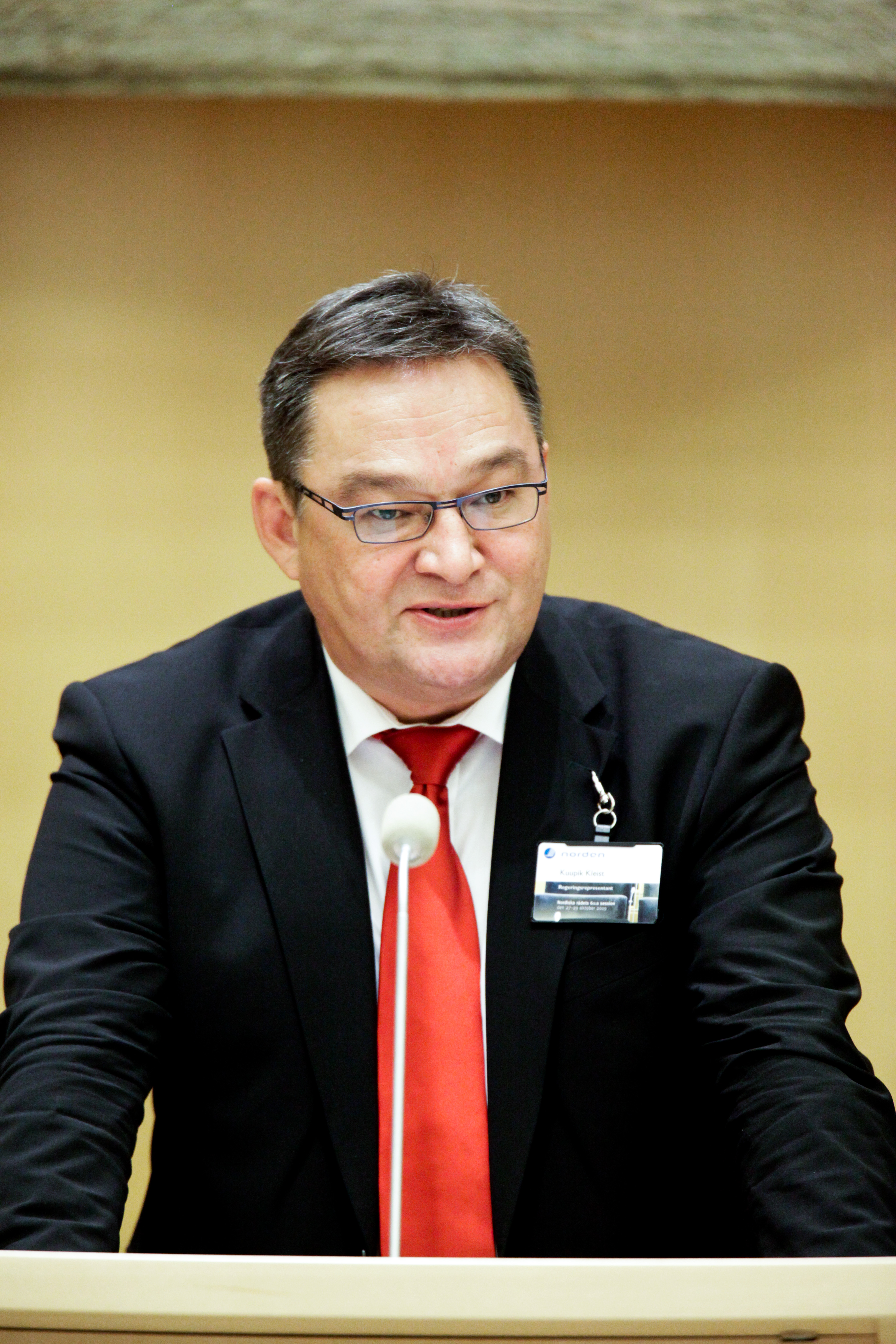
Kleist v roce 2009

Kuupik Kleist poprvé kandidoval jako náhradník za Sakariase Kvaniu v parlamentních volbách v roce 1984. V roce 1985 byl jmenován zástupcem ředitele grónského ředitelství pro vzdělávání. V parlamentních volbách v roce 1987 poprvé sám kandidoval, ale nebyl zvolen. V témže roce také neúspěšně kandidoval ve volbách do Folketingu. V roce 1988 se vzdal funkce zástupce ředitele a stal se vedoucím grónského novinářského školství. V roce 1988 se stal ředitelem grónského školství.

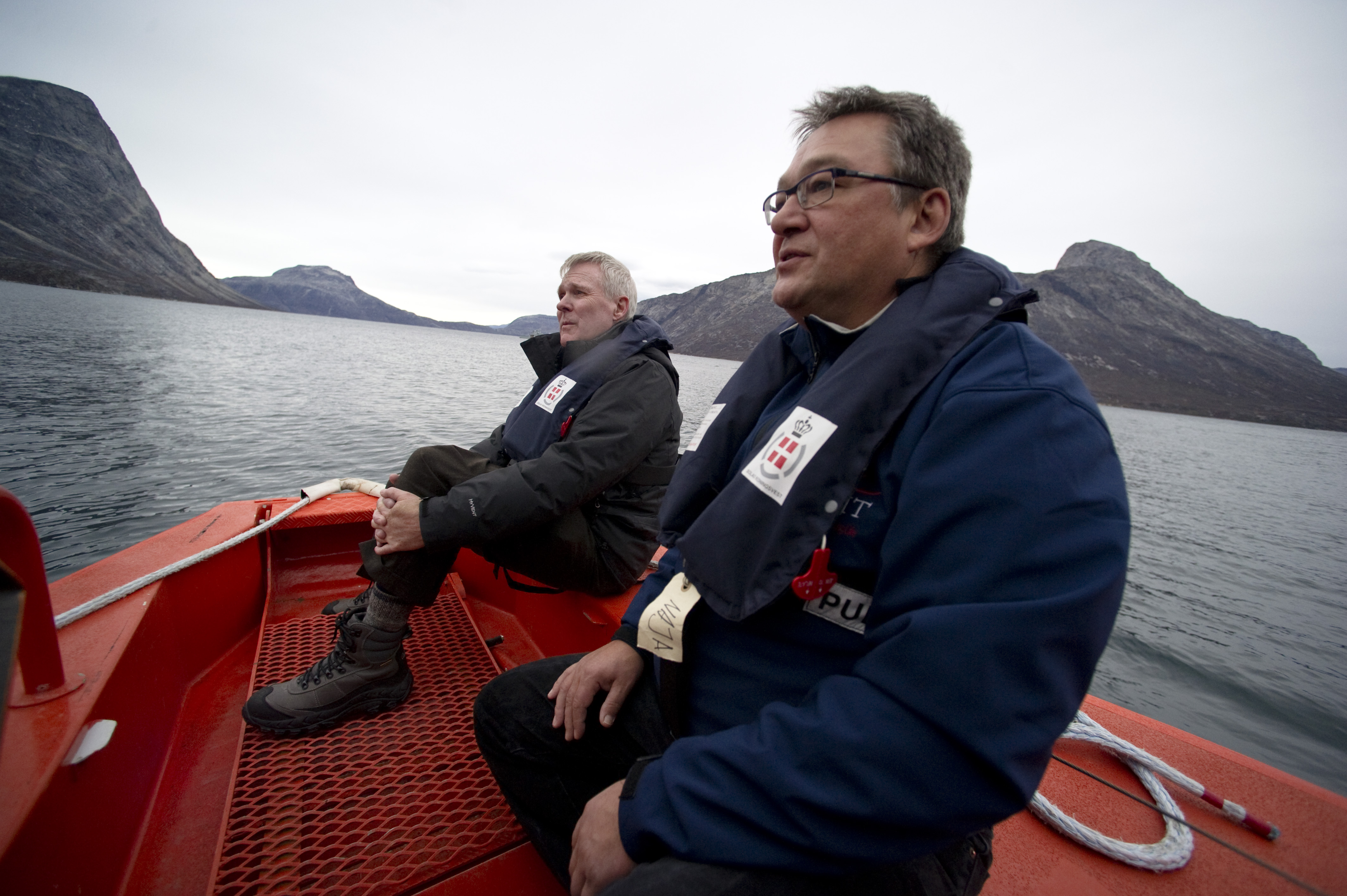
Kleist s ministrem námořnictva Rayem Mabusem (2010)

V parlamentních volbách v roce 1991 opět kandidoval a opět nebyl zvolen, nicméně po volbách byl jmenován ministrem pro bydlení a technické záležitosti v prvním Johansenově kabinetu. Ve volbách do Folketingů v roce 1994 byl prvním náhradníkem za Aqqaluka Lyngeho.

#### Poslanec Folketingu a grónského parlamentu
Poprvé byl zvolen do grónského parlamentu v parlamentních volbách v roce 1995. V listopadu 1996 se mandátu vzdal. V roce 1996 byl Kleist jmenován ředitelem zahraničního úřadu grónské autonomní vlády.
Ve volbách do Folketingu v roce 2001 Kuupik Kleist znovu kandidoval za stranu Inuit Ataqatigiit. Poprvé se mu podařilo získat jedno ze dvou grónských míst v dánském parlamentu, která předtím vždy obsazovaly strany Siumut a Atassut. Od 20. listopadu 2001 do 13. listopadu 2007 byl poslancem dánského parlamentu. Po grónských parlamentních volbách roku 2002 se vrátil i do grónského parlamentu. V roce 2005 byl znovu zvolen ve volbách do Folketingu a svůj mandát obhájil i v grónských parlamentních volbách v roce 2005.
V červnu 2007 byl zvolen novým předsedou strany Inuit Ataqatigiit, kde vystřídal Josefa Motzfeldta. Současně oznámil, že v příštích volbách do Folketingu již nebude kandidovat, což znamenalo, že ještě v listopadu téhož roku odstoupil.

#### Předseda vlády
Pod jeho vedením strana v parlamentních volbách v roce 2009 drtivě zvítězila, což znamenalo, že Siumut poprvé nemohl stanout v čele vlády. Premiérem se stal Kuupik Kleist, který sestavil vládu společně s Demokraty a Kattusseqatigiit Partiiat.
Ve volbách v roce 2013 se Siumut opět stal nejsilnější stranou a Kuupika Kleista na premiérskem postu nahradila Aleqa Hammondová. V roce 2014 se vzdal postu předsedy strany ve prospěch Sary Olsvigové po kritice, že radil firmám ohledně investičních příležitostí v Grónsku. Ve volbách v roce 2014 již nekandidoval a ukončil svou politickou kariéru. Občas se vyjadřuje k politickým otázkám, v například záměr prezidenta USA Donalda Trumpa zakoupit Grónsko označil v roce 2020 za „obnovení studené války“. Taktéž uvedl, že „Grónsko se stává středem velmocenských bojů o Arktidu“.

## Osobní život
Kuupik Kleist je známý také jako hudebník a byl nazýván „grónskou odpovědí na Leonarda Cohena“. V roce 2017 obdržel čestnou cenu Ebbeho Muncka za „významné úsilí ve prospěch grónské společnosti při přechodu od domovské správy k samosprávě, včetně jeho konstruktivního úsilí o rozvoj a modernizaci spolupráce v rámci společenství národů“. 17. května 2010 byl vyznamenán zlatým Nersornaatem.